# علم الفلك الطاجيكي
علم الفلك الطاجيكي هو نظام هندي في علم الفلك، وهو أحد الأنظمة الثلاثة في علم الفلك والتنجيم الهندي كما يتم تطبيقه على المخططات الفردية (الأبراج). والنظامان الآخران هما نظاما باراشاري وجاميني. كلمة تاجيكا تعني عربي أو فارسي   وتشير إلى تاريخ تطور هذا النظام الفلكي في الهند. لا بد أن هذا النظام الفلكي نشأ في العالم العربي/الفارسي، ولفظ طاجيك هو في الأصل يُشير إلى شعب الطاجيك وهم شعوب تعيش في طاجيكستان اليوم، تفرَّعت من الشعوب الفارسية الإيرانية. لقد وصلت معرفة علم التنجيم الطاجيكي إلى الهند مع الفتوحات العربية لشمال غرب الهند، بدءًا من القرن السابع فصاعدًا، أو مع التجارة التجارية الهندية مع العرب والأرمن والفرس. في عام 1544 م، قام العالم الهندي نيلكانثا، ابن شريمد أنانت دايفيجنا، بترجمة هذا النظام من اللغة العربية/الفارسية إلى اللغة السنسكريتية في نصه طاجيكا نلكاثا [الإنجليزية].
يحاول نظام الطاجيك التنبؤ بالتفصيل بالأحداث المحتملة في عام واحد من حياة الفرد. يصل النظام إلى مثل هذه التفاصيل التي تسمح له بالتنبؤ بالأحداث حتى على أساس يومي أو حتى نصف يوم. وبسبب هذا، يُطلق على هذا النظام أيضًا اسم نظام فارشفالا. مصطلح فارشفالا يعني النتيجة أو التأثير أو العواقب لمدة عام واحد من العبور الكوكبي في لحظة العودة الشمسية. يبدأ العام الذي يخضع للتدقيق في اللحظة التي تعود فيها الشمس إلى نفس خط الطول الذي كانت عليه وقت ولادة الفرد. وتسمى هذه اللحظة بلحظة العودة الشمسية. المدة بين لحظة واحدة من عودة الشمس حتى اللحظة التالية من عودة الشمس هي الفترة التي يغطيها مخطط سنوي واحد. كان من المفترض إنشاء مثل هذا المخطط السنوي لكل عام وفحصه بالتفصيل.

## السمات الخاصة لعلم الفلك الطاجيكي
فيما يلي بعض ميزات علم التنجيم الطاجيكي التي تجعله متميزًا عن علم التنجيم الميلادي الأكثر شعبية.
- مدة محددة : يستخدم نظام التاجيكا للتنبؤ بالأحداث خلال مدة محددة، أي سنة واحدة.
- استخدام مخطط العبور : يستخدم النظام مخطط العبور الذي يوضح عبور الكواكب المختلفة في لحظة عودة الشمس.
- الجوانب : في نظام الطاجيك، تختلف الجوانب عن نظام الباراساري.
- اليوجا : اليوجا في نظام تاجيكا تختلف عن اليوجا في الأبراج الميلادية. هناك ستة عشر يوغا فقط في تاجيكا. أسمائهم مشتقة من الفارسية أو العربية.
- جنس الكواكب : إن إسناد جنس الكواكب في تاجيكا يختلف عن إسناد جنس الكواكب في نظام باراساري.
- سيد العام : يعتبر أحد الكواكب حاكمًا لسنة معينة ويُفترض أن يؤثر هذا الكوكب بشكل كبير على أحداث السنة.
- الأسهم : الميزة الفريدة لنظام تاجيكا هي تحديد نقاط حساسة معينة أو الأسهم. كل نقطة حساسة من هذه النقاط أو السهم تهدف إلى تسليط الضوء على جانب معين من جوانب الحياة خلال العام المذكور. على سبيل المثال، سيكون هناك سهم واحد للزواج، وسيكون هناك سهم واحد للولادة.
- خريطة تري باتاكي : تتكون من رسم بياني خاص لمختلف الكواكب كما تقع في مخطط الميلاد فيما يتعلق بالصاعد في المخطط السنوي.
- المنثا : هذه نقطة حساسة وميمونة بشكل عام في المخطط السنوي.